# カボット海峡
カボット海峡（カボットかいきょう、Cabot Strait）はカナダ東部のニューファンドランド島レイ岬とケープブレトン島ノース岬の間の海峡である。名称はジェノヴァ人の探検家ジョバンニ・カボットに由来する。ベルアイル海峡やカンソー海峡と並んでセントローレンス湾から大西洋への出口のひとつであり、幅は約11kmとこれらの中では最も大きな海峡である。

## 概要
カナダとニューファンドランドの歴史を通して戦略上重要な水路であり、また大西洋と五大湖やセントローレンス海路の港とを結ぶ重要な国際航路でもある。海峡を横断するフェリーは1898年から運航されており、現在ではニューファンドランド島のチャネルポルトーバスクとケープブレトン島のノースシドニーを結ぶマリン・アトランティック・フェリーが毎日運航されている。
大西洋横断海底電線計画の一部として、1856年に海底電線が敷設された。